# 宮川眞喜雄

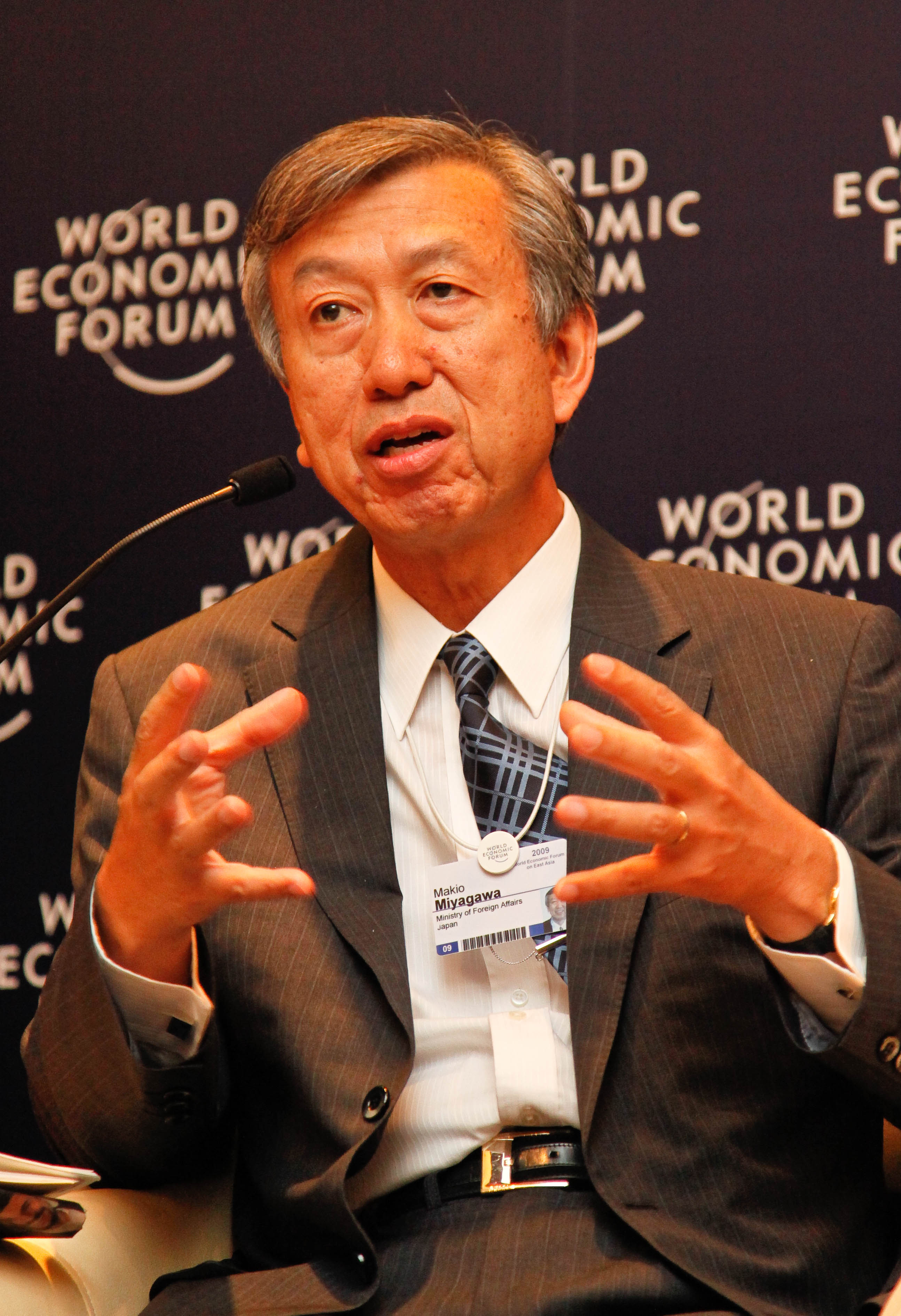
宮川眞喜雄（2009年撮影）

宮川 眞喜雄（宮川 真喜雄、みやがわ まきお、1951年〈昭和26年〉1月6日 - ）は、日本の外交官。外務省中東アフリカ局長、マレーシア駐箚特命全権大使等を務めた。フランス共和国国家功労勲章コマンドゥール受章。

## 経歴・人物
京都出身。1974年（昭和49年）東京大学工学部航空学科宇宙コースを卒業した。同科研究生を経て、1976年（昭和51年）運輸省に入省した。1979年（昭和54年）外務省に移籍した。1980年（昭和55年）から1982年（昭和57年）までオックスフォード大学国際政治学科に留学した。1989年（平成元年）6月には、「経済制裁 －米国の対イラン制裁に関する理論と実践－」の学位論文で、オックスフォード大学で国際政治学博士号を取得している。 また、2002年（平成14年）には、政策研究大学院大学客員教授、2004年（平成16年）には東京大学大学院教授をそれぞれ兼任している。 
- 1976年（昭和51年） 運輸省入省。海上保安庁総務部政務課法令班
- 1979年（昭和54年） 外務省へ移籍。原子力課事務官
- 1982年（昭和57年） 駐英大使館政務部二等書記官
- 1984年（昭和59年） 外務省条約局国際機関第二課
- 1986年（昭和61年） 外務大臣官房総務課法令班長
- 1987年（昭和62年） 小沢一郎内閣官房副長官秘書官
- 1989年（平成元年） 外務省北米局北米第二課首席事務官
- 1991年（平成3年） 外務省欧亜局（2001年改組で欧州局）ソヴィエト連邦課首席事務官
- 1993年（平成5年） 駐マレーシア大使館政務参事官
- 1996年（平成8年） ジュネーブ国際機関政府代表部参事官
- 1999年（平成11年） 外務省経済局開発途上地域課課長
- 2002年（平成14年） 外務省アジア大洋州局地域政策課長
- 2004年（平成16年） 財団法人日本国際問題研究所所長
- 2005年（平成17年） 財団法人日本国際問題研究所所主管
- 2007年（平成19年） ジュネーブ国際機関日本政府代表部大使兼ジュネーブ総領事
- 2009年（平成21年） 外務省大臣官房審議官兼国際協力局（気候変動交渉担当）
- 2010年（平成22年） 外務省総合外交政策局軍縮不拡散科学部長（大使）
- 2012年（平成24年） 外務省中東アフリカ局長兼アフガニスタン・パキスタン担当特別代表（大使）兼日米原子力担当大使

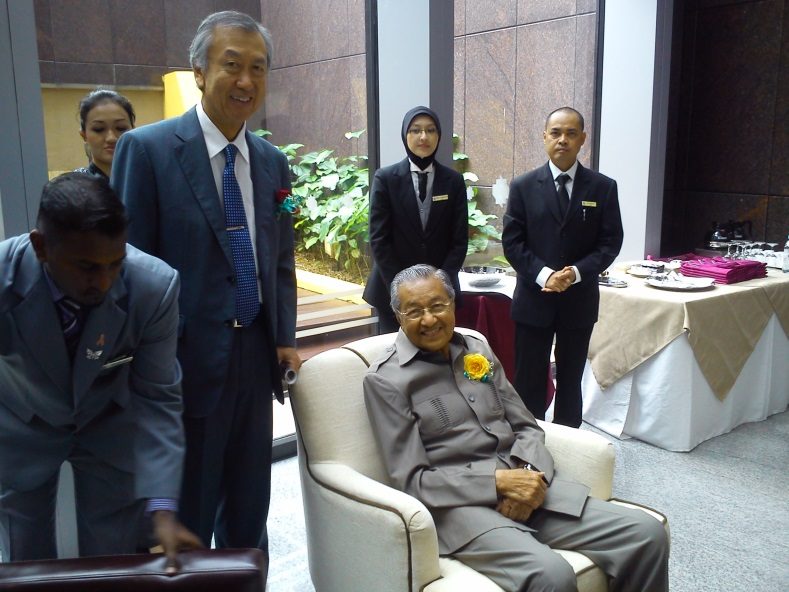
2015年7月31日、宮川大使は当地医療機関であるプリンスコートメディカルセンターの肝臓センター設立式に出席しました。マハティール・ビン・モハマド元首相、ハジ・モハッド マレーシア肝臓協会理事長、プリンスコートメディカルセンター経営陣等と歓談する宮川大使。

- 2014年（平成26年） 駐マレーシア特命全権大使[1]

- 2014年（平成26年）2月21日 フランス共和国国家功労勲章コマンドゥール受章[2]。
- 2020年（令和2年）1月31日 国家安全保障局国家安全保障参与[3]。

## 同期
- 平松賢司（12年外務省総合外交政策局長）
- 田良原政隆（13年駐エルサルバドル大使）
- 北岡元（13年エディンバラ総領事）
- 横井裕（13年駐トルコ大使・11年外務報道官）
- 花谷卓治（14年駐フィジー大使）
- 伊原純一（13年外務省アジア大洋州局長・11年北米局長）
- 山口壯（自由民主党衆議院議員、環境大臣、外務副大臣、内閣府副大臣）
- 大江博（13年内閣官房内閣審議官・11年駐パキスタン大使）
- 廣木重之（13年外務省儀典長・09年駐アフガニスタン大使）
- 長谷川晋（14年ストラスブール総領事・10年駐イラク大使）
- 小林弘裕（11年駐ボツワナ大使・09年長野県警本部長）
- 堀江良一（12年駐スーダン大使）
- 西岡淳（12年駐ジブチ大使）
- 小川正史（13年駐ネパール大使）
- 礒部博昭（13年駐パナマ大使）
- 西村篤子（14年駐ルクセンブルク大使）
- 羽田浩二（12年駐イラク大使・10年内閣府国際平和協力本部事務局長）
- 大澤勉（18年駐カメルーン大使・10年ウィーン国際機関日本政府代表部大使）

## 著書

### 単著
- 『Do Economic Sanctions Work?』（Macmillan社,1992年）
- 『経済制裁』（中央公論社,1992年）

### 共訳
- （ジョン・ベイリス著）『同盟の力学』（東洋経済新報社,1988年）